# 23e cérémonie des Filmfare Awards
La 23e cérémonie des Filmfare Awards s'est déroulée le 30 mars 1976 à Bombay en Inde.

## Nominations
- Meilleur film : 
  - Aandhi de Sampooran Singh Gulzar
  - Amanush de Shakti Samanta
  - Deewaar de Yash Chopra
  - Sanyasi de Sohanlal Kanwar
  - Sholay de Ramesh Sippy
- Meilleur réalisateur : 
  - Sampooran Singh Gulzar (Aandhi)
  - Ramesh Sippy (Sholay)
  - Shakti Samanta (Amanush)
  - Sohanlal Kanwar (Sanyasi)
  - Yash Chopra (Deewar)
- Meilleur acteur : 
  - Amitabh Bachchan (Deewar)
  - Manoj Kumar (Sanyasi)
  - Sanjeev Kumar (Sholay)
  - Sanjeev Kumar (Aandhi)
  - Uttam Kumar (Amanush)
- Meilleure actrice : 
  - Hema Malini (Khushboo)
  - Hema Malini (Sanyasi)
  - Jaya Bhaduri (Mili)
  - Lakshmi (Julie)
  - Suchitra Sen (Aandhi)
- Meilleur acteur dans un second rôle : 
  - Amjad Khan (Sholay)
  - Shashi Kapoor (Deewar)
  - Pran (Do Jhoot)
  - Pran (Majboor)
  - Utpal Dutt (Amanush)
- Meilleure actrice dans un second rôle : 
  - Aruna Irani (Do Jhoot)
  - Farida Jalal (Majboor)
  - Nadira (Julie)
  - Nirupa Roy (Deewar)
  - Prema Narayan (Amanush)
- Meilleur acteur dans un rôle comique : 
  - Asrani (Rafoo Chakkar)
  - Asrani (Sholay)
  - Deven Varma (Chori Mera Kaam)
  - Keshto Mukherjee (Kala Sona)
  - Mehmood (Qaid)
- Meilleure histoire : 
  - Kamleshwar (Aandhi)
  - Salim Javed (Deewar)
  - Salim Javed (Sholay)
  - Shakti Parda Rajguru (Amanush)
  - Vijay Tendulkar (Nishant)
- Meilleure musique : 
  - Laxmikant - Pyarelal (Dulhan)
  - R. D. Burman (Khel Khel Mein)
  - R. D. Burman (Sholay)
  - Rajesh Roshan (Julie)
  - Shanker - Jaikishen (Sanyasi)
- Meilleures paroles : 
  - Anand Bakshi pour Aayegi Zaroor Chithi (Dulhan)
  - Anand Bakshi pour Mehbooba Mehbooba (Sholay)
  - Gulzar pour Tere Bina Zindagi (Aandhi
  - Indivar pour Dil Aisa Kisi (Amanush)
  - Visveshwara Sharma pour Chal Sanyasi (Sanyasi)
- Meilleur chanteur de playback : 
  - Kishore Kumar pour Main Pyaasa Tu Sawan (Faraar)
  - Kishore Kumar pour O Manjhi Re (Khushboo)
  - Kishore Kumar pour Dil Aisa Kisi (Amanush)
  - Manna Dey pour Kya Mar Sakegi (Sanyasi)
  - R. D. Burman pour Mehbooba Mehbooba (Sholay)
- Meilleure chanteuse de playback :
  - Asha Bhosle pour Kal Ke Apne (Amanush)
  - Asha Bhosle pour Sapna Mera Toot Gaya (Khel Khel Mein)
  - Priti Sagar pour My Heart is Beating (Julie)
  - Sulakshana Pandit pour Tuhi Sagar Hai (Sankalp)
  - Usha Mangeshkar pour Main To Aarti (Jai Santoshi Maa)

## Palmarès
| Catégorie                                 | Lauréat |
| ----------------------------------------- | --- |
| Meilleur film                             | Deewaar - produit par Gulshan Rai - réalisé par Yash Chopra - avec Shashi Kapoor, Amitabh Bachchan et Nirupa Roy |
| Meilleur réalisateur                      | Yash Chopra (Deewaar)                                                                                            |
| Meilleur acteur                           | Sanjeev Kumar (Aandhi)                                                                                           |
| Meilleure actrice                         | Laxmi (Julie) |
| Meilleur acteur dans un second rôle       | Shashi Kapoor (Deewaar)                                                                                          |
| Meilleure actrice dans un second rôle     | Nadira (Julie)                                                                                                   |
| Meilleure prestation dans un rôle comique | Deven Varma (Chori Mera Kaam)                                                                                    |
| Meilleur compositeur                      | Rajesh Roshan (Julie)                                                                                            |
| Meilleur parolier                         | Indivar pour Dil Aisa Kissi Ne Mera Toda (Amanush)                                                               |
| Meilleur chanteur de playback             | Kishore Kumar pour Dil Aisa Kissi Ne Mera Toda (Amanush)                                                         |
| Meilleure chanteuse de playback           | Sulakshana Pandit pour Tuhi Sagar Hai (Sankalp)                                                                  |
| Meilleure histoire                        | Salim Khan (Deewaar)                                                                                             |
| Meilleur scénario                         | Salim Khan (Deewaar)                                                                                             |
| Meilleurs dialogues                       | Salim Khan (Deewaar)                                                                                             |
| Meilleure photographie                    | Kamal Bose (Dharmatma)                                                                                           |
| Meilleure direction artistique            | - |
| Meilleur son                              | M.A. Shaikh (Deewaar)                                                                                            |
| Meilleur montage                          | M.S. Shinde (Sholay)                                                                                             |

## Récompenses des critiques
| Catégorie     | Lauréat                          |
| ------------- | -------------------------------- |
| Meilleur film | Aandhi de Sampooran Singh Gulzar |